# Seneca Falls Convention

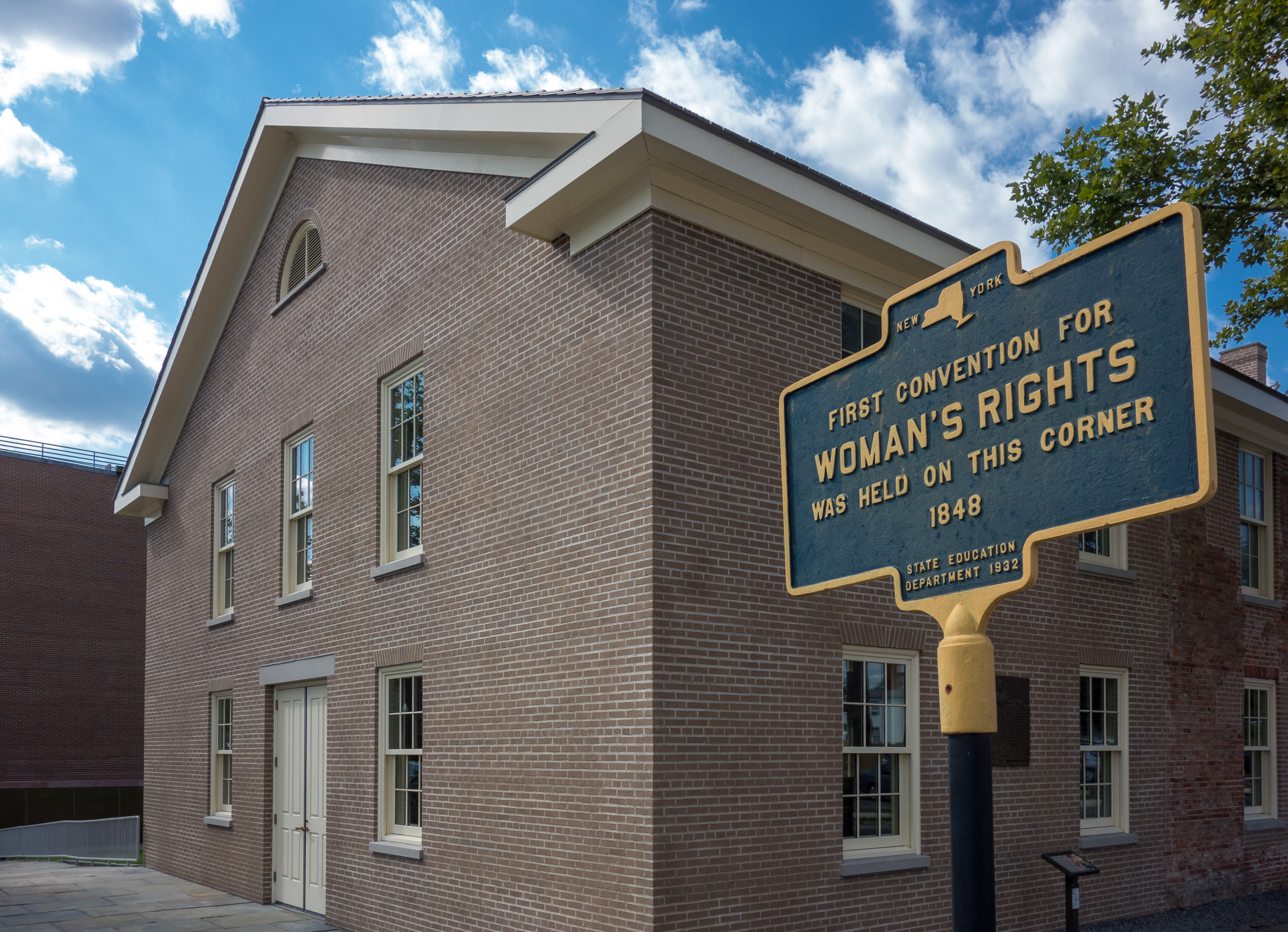
Dies ist der rekonstruierte historische Ort der Zusammenkunft in Seneca Falls

Die Seneca Falls Convention war die erste Zusammenkunft amerikanischer Frauen, die das Problem Frauenrechte zum alleinigen Thema machte. Es war nicht die erste Versammlung, die sich überhaupt mit diesem Problem befasste, aber es war eine von Frauen organisierte Zusammenkunft, die sich ausschließlich mit den Frauenrechten als solchen beschäftigte. Sie wurde im westlichen Teil des Staates New York, im kleinen Ort Seneca Falls (New York), am 19. und 20. Juli 1848 abgehalten. Am Ende wurde ein berühmt gewordenes Manifest herausgegeben, die Declaration of Sentiments.

## Vorgeschichte

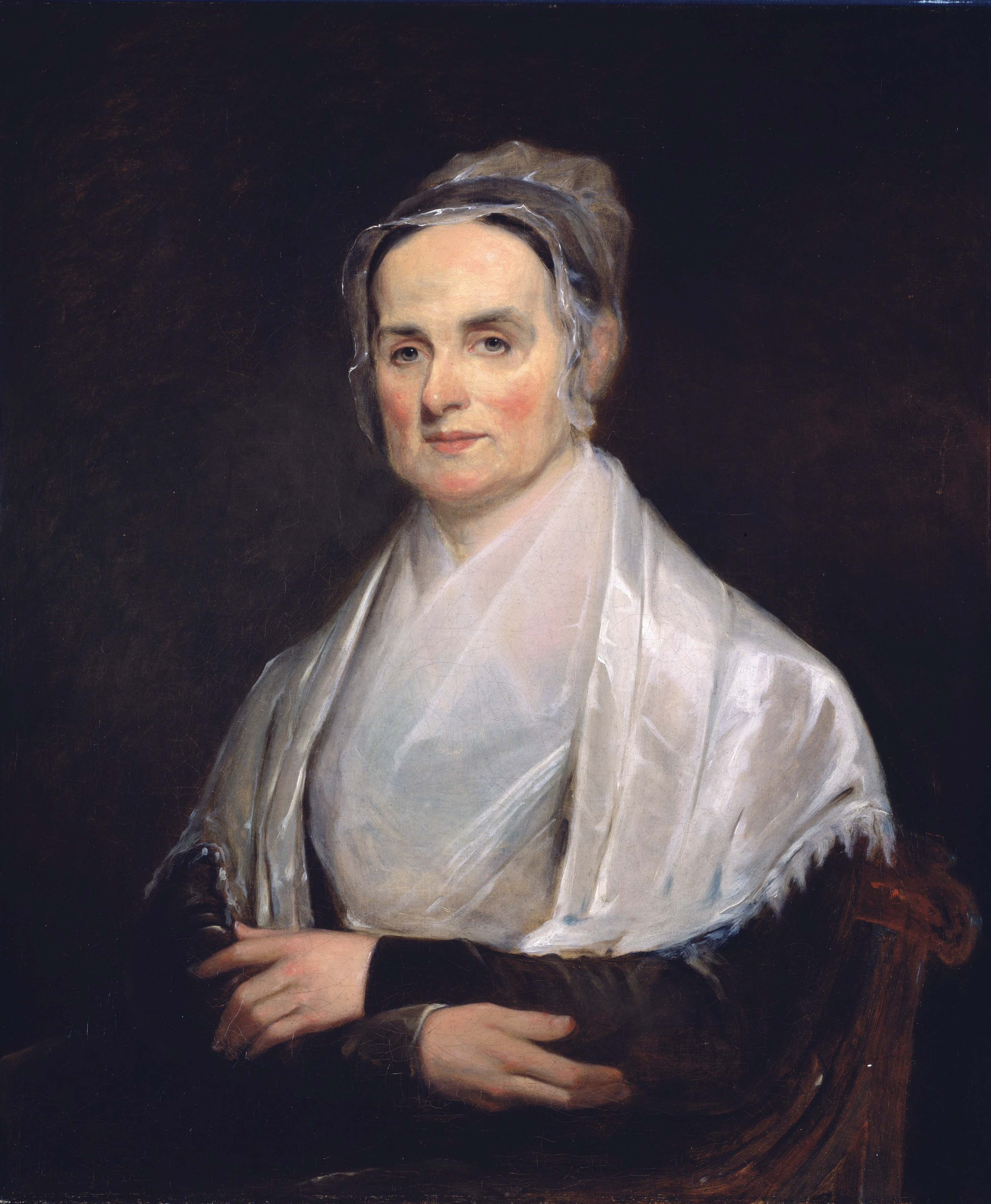
Lucretia Mott, gemalt 1841

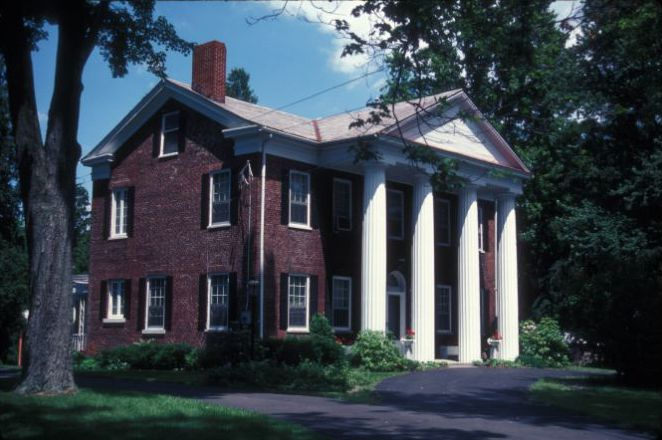
Das Jane Hunt House – Ort der Vorbereitungen zur Zusammenkunft in Seneca Falls

Elizabeth Cady Stanton hatte 1840 zusammen mit ihrem frisch angetrauten Ehemann, es war ihre Hochzeitsreise, und zusammen mit anderen Anhängern und Anhängerinnen des Abolitionismus eine weite Reise zur World Anti-Slavery Convention der British and Foreign Anti-Slavery Society gemacht. Dort erlebten sie, dass trotz einer tagelangen Debatte zu dem Thema der „Teilnahme von Frauen am Kongress“ diese nicht zugelassen wurden. Sie durften nicht reden und abstimmen, nur das Zuhören von der Galerie aus wurde ihnen gestattet. Bei dieser Gelegenheit freundeten sich Stanton und die Quäkerin Lucretia Mott an und schworen sich gegenseitig, zu Hause in den Staaten eine Frauenrechtskonferenz abzuhalten. Es dauerte dann noch rund acht Jahre, bis sich die Gelegenheit dazu ergab.
Örtliche Quäkerinnen organisierten zusammen mit Elizabeth Cady Stanton, die keine Quäkerin war, diese Zusammenkunft in Seneca Falls, speziell in der dortigen „Wesleyan Methodist Church“. Sie planten dieses Ereignis recht kurzfristig, damit die aus Philadelphia stammende Quäkerin Lucretia Mott während ihres Besuchs im westlichen Teil des Staates New York daran teilnehmen konnte. Mott war nämlich berühmt für ihre Rednergabe, die sonst bei Frauen selten war. Denn in dieser Zeit war es den Frauen nicht oft erlaubt, in der Öffentlichkeit zu sprechen.

## Verlauf der Zusammenkunft
Das Treffen am 18./19. Juli 1848 umfasste sechs Sitzungen, dazu gehörten auch ein Vortrag über das Recht, eine humorvolle Präsentation und eine vielfache Diskussion über die Rolle der Frau in der Gesellschaft. Stanton und die Quäkerinnen legten zwei vorbereitete Dokumente vor, die Declaration of Sentiments und eine Begleitliste von Resolutionen, die debattiert und abgeändert werden sollten, bevor sie zur Unterschrift vorgelegt wurden.
Eine erregte Debatte ergab sich bei der Behandlung des Wahlrechts für Frauen, das vor allem Stanton am Herzen lag. Viele – Mott eingeschlossen – drängten darauf, dieses Konzept des Frauenwahlrechts wegzulassen. Aber Frederick Douglass, der neben anderen Männern teilnahm und der einzige Afro-Amerikaner war, argumentierte überzeugend für die Beibehaltung. Am Ende unterschrieben genau 100 der rund 300 Anwesenden das Dokument, die meisten davon Frauen.

## Auswirkungen

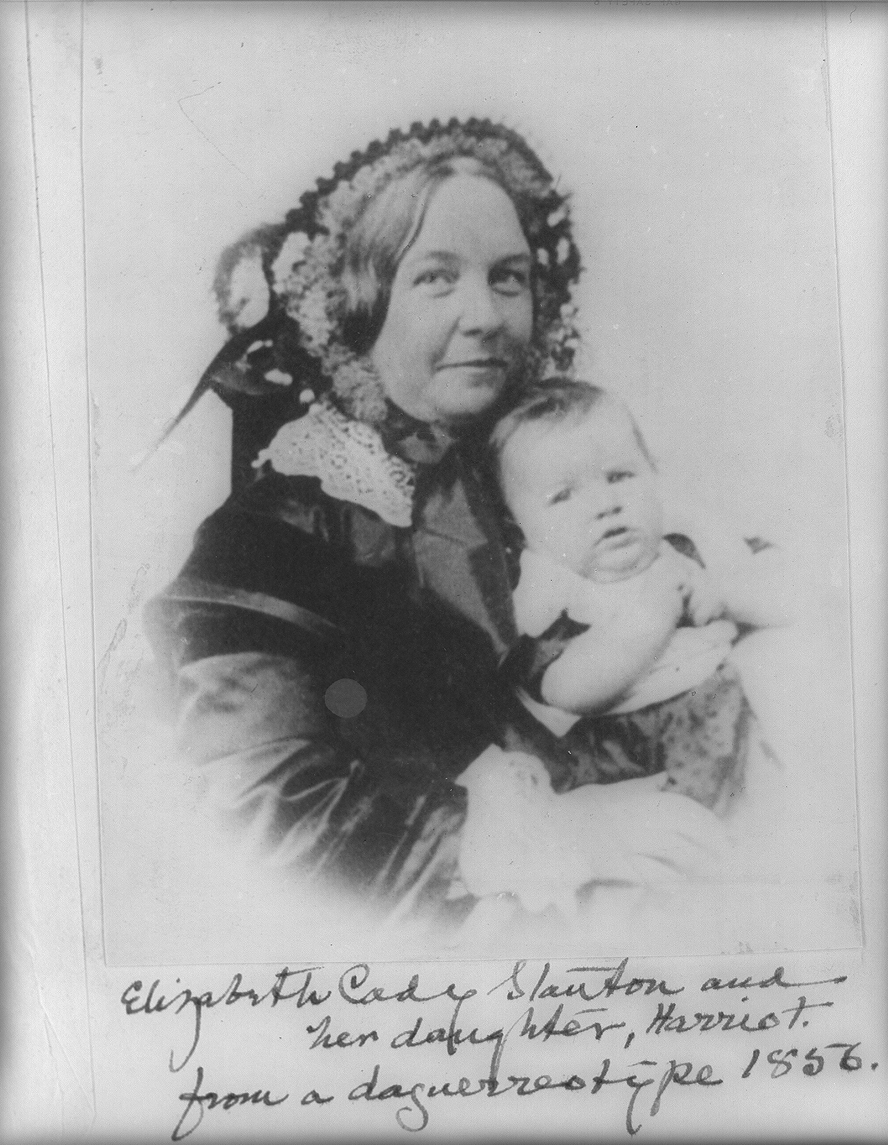
Elizabeth Cady Stanton mit ihrer Tochter, einige Jahre nach der Seneca Falls Convention

Diese erste Zusammenkunft zum Frauenwahlrecht wurde, nachdem sie weites Aufsehen erregt hatte, zwei Wochen später von einer zweiten Zusammenkunft ergänzt und fortgesetzt. Es war die „Rochester Women's Rights Convention of 1848“ in Rochester (New York), bei der zum ersten Mal eine Frau allein die Leitung der Sitzungen einer aus Männern und Frauen bestehenden Versammlung übernahm. Von 1850 an folgte eine Serie von nationalen Zusammenkünften zu Frauenrechten (National Women's Rights Conventions), die jährlich bis 1861 in Worcester (Massachusetts) stattfanden.
Die Seneca Falls Convention wurde von den Zeitgenossen, natürlich auch von der Rednerin Mott, als ein wichtiger Schritt unter vielen anderen im fortlaufenden Bemühen der Frauen angesehen, für sich einen größeren Anteil an den gesellschaftlichen, bürgerlichen und moralischen Rechten zu gewinnen.
Andere sahen diese Zusammenkunft als revolutionär an, als den Beginn des Kampfes der Frauen für die vollständige Gleichstellung mit den Männern. Stanton selbst sah sie als Beginn der Frauenrechtsbewegung an, zumindest publizierte sie es so in ihrem Werk über die Frauenrechtsbewegung.

## Declaration of Sentiments
Die Declaration of Sentiments, das Manifest der Zusammenkunft, wurde von Judith Wellman, einer Historikerin, bezeichnet als „the single most important factor in spreading news of the women's rights movement around the country in 1848 and into the future“ (der wichtigste Faktor bei der Ausbreitung der Frauenrechtsbewegung im ganzen Land, sowohl im Jahr 1848 wie auch in der Folgezeit).
Bevor die Aufzählung der „Sentiments“, der gefühlten Ungerechtigkeiten, beginnt, formulierte Stanton folgenden berühmten Satz:
The history of mankind is a history of repeated injuries and usurpations on the part of man toward woman, having in direct object the establishment of an absolute tyranny over her. To prove this, let facts be submitted to a candid world: – (Die Geschichte der Menschheit ist eine Folge von wiederholten Ungerechtigkeiten und Übergriffen von seiten des Mannes gegenüber der Frau, mit der klaren Absicht, eine absolute Tyrannei über sie zu errichten. Um dies zu beweisen, sollen der wohlmeinenden Öffentlichkeit Fakten unterbreitet werden:)